# SBI 코스머니
SBI 코스머니(SBI Cosmoney)는 대한민국의 해외송금 핀테크업체로 SBI그룹의 일원이다. 2018년 1월 기획재정부로부터 소액해외송금업 인가를 취득하고 현재 12개국 대상으로 해외송금 서비스를 제공하고 있다.

## 역사
SBI 코스머니(SBI Cosmoney)는 2017년 코스닥 상장사 SBI핀테크솔루션즈가 설립한 해외송금업체다. 2018년 1월 기획재정부로부터 소액해외송금업 인가를 취득하여 해외송금 서비스를 시작했으며, 2019년 10월 SBI코스머니 김해 지점을 개점했다.
2020년 8월 SBI핀테크솔루션즈는 국제송금사업 누적 송금액이 11조원을 돌파했다고 밝혔다.

## 해외송금 서비스 대상 국가
2022년 11월 기준 아시아, 북미, 유럽, 오세아니아 등 12개국으로 해외송금을 보낼 수 있다.
- 아시아 : 베트남, 중국, 필리핀, 네팔, 캄보디아, 인도네시아, 말레이시아, 싱가포르
- 북미 : 미국, 캐나다
- 유럽 : 영국
- 오세아니아 : 호주

## 서비스 특징

### 낮은 수수료
송금수수료, 전신료, 중계수수료, 수취수수료 등을 수차례 지불해야 하는 일반 해외송금과 달리 송금수수료만 청구된다.

### 환율 우대
은행, 증권, 보험, 자산운용, VC 등 대다수 금융업권을 산하에 둔 글로벌 금융 대기업 SBI그룹의 계열사로 그룹 내 네트워크와 최신 핀테크 기술을 융합해 환율 경쟁력을 확보했다.

### 빠른 송금 시간
- 실시간 또는 당일 송금 : 베트남, 중국, 필리핀, 네팔, 캄보디아, 인도네시아, 미국, 영국, 싱가포르, 말레이시아
- 1~2일 이내 송금 : 캐나다, 호주

### 강력한 보안과 안정성
DDoS 공격, 해킹 등으로 인한 개인정보 유출 방지를 위해 독립적 운영망을 구축하고 보안체계를 갖춘 것이 특징. 준법 감시와 내부통제가 철저하게 이루어져 있으며, 외부 리스크 머니에 의존하지 않아 자본 건전성이 양호하다는 평이다.

## 송금 수취 방식
- 은행계좌이체 : 미국, 캐나다, 호주, 영국, 싱가포르, 말레이시아, 캄보디아, 인도네시아, 네팔, 필리핀, 베트남
- 캐시픽업 : 캄보디아, 인도네시아, 네팔, 필리핀
- 모바일 지갑(Mobile Wallet) : 필리핀, 인도네시아, 베트남
- Union Pay 송금(알뜰송금, 간편송금) : 중국
- ATM 카드 : 베트남
- 알리페이 송금 : 중국